# Лавров, Борис Александрович (учёный)
Борис Александрович Лавров (30 августа 1884, Арзамас Нижегородская губерния Российская Империя — 26 июня 1975, Москва СССР) — советский витаминолог и академик АМН СССР (1945—1975).

## Биография
Родился Борис Лавров 30 августа 1884 года в Арзамасе. Вскоре после рождения он с семьёй переехали в Тулу, где он получил среднее образование в классической гимназии. Затем он решил поступать в МГУ, и уговорил семью переехать в Москву и не зря, т.к мечта Бориса Александровича сбылась — он поступил в МГУ и окончил его в 1909 году, однако несколько лет не мог найти работу и в 1918 году его приглашают в МГУ, где он на протяжении четырнадцати лет читал курс физиологии питания и химии пищевых средств. Одновременно с этим являлся профессором кафедр физиологии в Иваново-Вознесенском политехническом и Московском зоотехническом институте. С 1930-по 1950 год занимал должность заведующего витаминным отделом в институте физиологии питания в Москве. В середине 1930-х годов основал Государственную контрольную витаминную станцию, которому ему удаться открыть в 1936 году, которая вскоре будет переименована в НИИ Витаминологии, где с 1954-по 1961 год Борис Александрович был директором. Борис Лавров при жизни оставил огромный вклад в развитие советской витаминологии.
Скончался Борис Лавров 26 июня 1975 года в Москве. Похоронен на Ваганьковском кладбище.

## Научные работы
Основные научные работы посвящены теоретический и практической витаминологии.
- Участвовал в разработке норм потребления витаминов.
- Один из основоположников советской витаминологии.

## Награды и премии
- Знак почёта
- Орден Ленина
- Орден Трудового Красного Знамени
- Награждён многими другими научными медалями